# Moustakopoulos
Moustakopoulos (griechisch Μουστακόπουλος) war ein griechischer Sportschütze, der an den Olympischen Sommerspielen 1896 in Athen teilgenommen hat. Sein Vorname sowie genauere Daten über ihn sind nicht bekannt. Er nahm am Wettbewerb mit dem freien Gewehr über 300 Meter teil. Hierbei schaffte er es nicht unter die ersten fünf. Seine exakten Ergebnisse und seine Platzierung sind nicht überliefert.